# 錻力のアーチスト
『錻力のアーチスト』（ぶりきのアーチスト）は、細川雅巳による日本の漫画。
主に高校野球を題材とし、秋田書店の週刊少年チャンピオンにて2013年41号から2016年27号まで連載された（全125話）。

## あらすじ
神奈川の野球チーム・宮丸シニアの四番打者清作雄は騙されやすい父親のせいで極貧生活を強いられ、他人を信用することができずにいた。
このため清作は優れたバッティング技術を持つスラッガーでありながらその実力を過信し、自己中心的な言動を繰り返していたことでチーム内でも孤立していた。
清作は極貧生活を脱却すべく名門校への野球推薦入学による授業料免除を目指すものの、その焦りと生来のストイックさによる猛練習が元で腰の故障を誘発してしまう。
その結果、名門校への推薦もチームメイトに奪われてしまい、清作は公立校の神奈川県立桐湘高等学校（桐湘高校）へ進学することとなる。
清作は独力で故障を克服したものの、自己中心的な性格は入学後もそのままであった。
しかし、二年生で桐湘高校の四番を務める弐識敏と出会い、全く歯が立たなかった事から「桐湘の四番になる＝弐識を超える」事を新たな目標に据える。
また、新入生vs上級生の紅白戦で桐湘の主将兼エースの之路拓人をはじめとする個性的な先輩達とプレーする中で、清作はようやく野球の本来の楽しさを思いだす。
それ以来清作は態度を軟化させ、春季大会での活躍等を通じてチームメイトもまた清作を理解し信頼したことで「一日も長くこのチームでプレーしたい」と強く願うようになる。
春季大会では惜しくも敗れた桐湘であったが、清作は試合を通じて出会った多くの好敵手と切磋琢磨し成長を遂げる。
甲子園を目指し一丸となった桐湘ナインと共に、敏の兄で超高校級スラッガーの弐識義壱擁する港南学院をはじめとする強力なライバルひしめく夏の神奈川県大会に挑む。

## 登場人物

### 神奈川県立桐湘高等学校
清作雄（きよさく　ゆう）
本作の主人公で一年生。中堅手、左投左打。
鋭いスイングが武器のスラッガー。「相手の心臓を吹き飛ばす」イメージでヒッティングしていることから、ジャストミートの際はボールの上に敵の心臓が重なる演出が描写される。かつては一塁手を務めていたが、後述の性格からマウンドに集まるとすぐ喧嘩になってしまうため、外野にコンバートした経歴がある。春季大会では当初控え選手として出場するも、実力を認められてからは主に三番打者としてクリーンアップの一角を担う。
父親は人が良い反面、よく女に騙されて金を貢いでいる。このため清作は夕食代が100円のみといった劣悪な家庭環境で育ったが、それでも腐らずに大好きな野球を続けるため努力を重ねていた。しかしそうした生い立ちから他人を信用せずに敵視し、実力差からチームメイトを公然と「ザコ」と見下していたためチームでは浮いた存在であった。このため野球が楽しいのはバッターボックスで実力を披露できる時だけ、という歪な状態に陥っていた。それでもシニアではエースの八子と並んでスカウトから注目される高い実力を発揮し、授業料が免除となる名門校への野球推薦を目指していた。しかし猛練習が元で腰を痛め、さらにはその状態を隠して試合に出続けたことで試合中に倒れてしまう。その結果、念願だった名門校・港南学院への野球推薦枠も八子に奪われ、清作は公立の桐湘に進学することになった。
桐湘でも当初は自己中心的な性格であったが、桐湘の四番打者である弐識に出会い打者として初めて負けを認め、それ以来は弐識を超えるという新たな目標を抱く。また新入生vs上級生の紅白戦では完敗したが、清作をチームメイトとして受け入れる上級生達のかけ声や同級生の声援を受けて野球の楽しさを思い出し、シニア最後の試合のトラウマを払拭する。それ以来、自己中心的な性格は鳴りを潜めるものの、元々の性格なのか非常識・失礼な言動は依然として多い。ただし、指摘されるときちんと謝るようになり、周囲からは悪気のない天然と受け止められている（弐識にはよくシメられている）。クラスでは活躍と窮状を知った同級生からよくご飯を恵んでもらっている。遠慮のなさ故に左薙や蓬莱といった好敵手に直接教えを請うこともある。
弐識敏（にしき　さとし）
二年生。三塁手、右投右打。
桐湘の四番を担う筋骨隆々のパワーヒッター。そのパワーは打球を軽々しく場外へ運び、慣れない者は打球音だけで三半規管をやられ昏倒してしまうほど。柊からは脳筋呼ばわりされるが、決め球を見破るクレバーさや走塁技術も併せ持つ。ただし本人はゴチャゴチャ考えると打てない、と考えている。後述する兄へのコンプレックスから常に自分を追い込んでおり、甘い球よりも敵の決め球をあえて打ち砕くなど清作以上のストイックさを持つ。強敵を「喰らう」イメージでヒッティングしていることからか、闘志を燃やすとヨダレが滝のように溢れ出る。一年生の頃に紅白戦で当時四番だった安保を打ち負かして以来、桐湘高校四番の座を不動のものとしている。
入学したての清作を打ち負かし、それ以来彼の目標となっている。清作は常に四番の座を虎視眈々と狙っているが、一緒にトレーニングしたり時には助言もするなど師弟関係に近い。礼儀のなっていない清作を彼がシメることも多い。その一方で一学年上の兄に港南学院の四番・義壱がおり、超高校級スラッガーの兄に対する根強いコンプレックスも抱えている。
之路拓人（ゆきじ　たくと）
三年生で主将。投手、右投右打。
桐湘のエースピッチャー。150キロ近い剛速球と気迫が武器だが、コントロールは悪い。変化球はスライダーが使えるが、苦手意識があり使いたがらない。打撃も苦手なようで消極的。考え事をしている間に見逃し三振を喫している場面もしばしばある。二年生の頃からエースであったが、夏の県大会準々決勝でスタミナ切れを起こし敗戦してしまった苦い記憶がある。以来スタミナトレーニングに励み、現在は克服している。
普段の性格は明るく優しい雰囲気だが、マウンドに立つと豹変し闘志をムキ出しにする。ただし話が進むごとに最初の紅白戦で見せたキレキレの威勢は失われ、マウンドにいても弱気になるような描写が増えていく。
宇城丈吾（うじょう　じょうご）
三年生で副主将。捕手、右投右打。
一年生の頃から之路とバッテリーを組み、真っ正面から之路を叱咤できる良き女房役。
頭木武志（かしらぎ　たけし）
三年生。左翼手、右投右打。
主に六番打者を担うが、清作が定着する前は三番打者であった実力者。紅白戦では狙ってセンターライナーを打ったり、相手の配球を記憶し狙い球を絞るなどテクニカルなプレーを見せる。
目力が強く、やたらと古風な表現やしゃべり方が特徴。
安保力矢（あぼ　りきや）
三年生。一塁手、右投右打。
自ら「ブタ野郎」と自嘲するほどの肥満体型。パワーとクレバーさを併せ持ち、主に五番打者として清作・弐識に次ぐクリーンアップの一角を担うが、スイングが追いつかず三振を喫することも多い。
入学時は並み居る先輩を押しのけ一年生で四番打者に抜擢されるほどの才能を持っていたが、翌年の紅白戦で自らもまた新入生の弐識に敗れ四番の座を奪われたことで腐ってしまう。以降練習をサボるようになり、減量を命じられてもお菓子や清涼飲料水を隠れて飲み食いし続け、遂にはOBからも「太りすぎてて（誰だか）わからなかった」と言われるほどに変貌してしまった。清作に影響され少しずつやる気を取り戻す。口癖は「ブフゥ」。
奥井諒（おくい　りょう）
三年生。右翼手。
春季大会では当初スタメンだったが、清作がスタメンに定着すると代わりにスタメン落ちした。
柊瞠（ひいらぎ　みはる）
二年生。遊撃手、右投両打。
スイッチヒッターの二番打者。甘いボール球をヒッティングするなどバットコントロールに優れ、紅白戦ではわざとベンチの弐識を狙ってファールを打ったような描写もある。
ロングヘアで英語混じりの所謂ルー語（永源→ロングソースなど人名すら変換する）で喋る目立ちたがり屋。自分より目立つ弐識を公然と毛嫌いしており、弐識から四番を奪おうとする清作を「サクちゃん」と呼び気に入っている。
喜多幹生（きた　みきお）
二年生。投手、左投左打。
アンダースローでカーブを中心とする多才な変化球を操る控え投手。之路よりも球威は劣るがコントロールは上。元はオーバースローだったが、球威のなさを克服すべくアンダースローに転向した。
甘いマスクで女性からの人気が高く、よく他のメンバーから嫉妬されている。
児島壮太（こじま　そうた）
二年生。右翼手、右投左打。
チーム一の俊足を誇る一番打者。元はセンターであったが、清作が入るとライトに入り、清作がスタメンに定着してからは常時ライトを守る。
清作ほどではないが生意気な発言が多く、よく之路に叱られている。
楠瀬強（くすのせ　つよし）
二年生。二塁手、右投右打。
主に之路の前の八番打者を務める。他の個性的なナインに比べると地味な存在だが、守備範囲の狭いファースト（安保）と派手好きで雑なショート（柊）の間でしっかりと立ち回る守備の要。聖陽学園戦では桂に死球を受けた逆恨みからスライディングで負傷させられ、悔しさを滲ませながらベンチに下がった。
伊奈和麻（いな　かずま）
一年生。二塁手、右投右打。
清作の同級生かつライバル的存在。闘志が強く、清作と同じく弐識を超えて四番打者となることが目標。元はサードだが聖陽学園戦で負傷退場した楠瀬に代わってセカンドを守るようになる。
栗原厘（くりはらりん）
一年生。右翼手、右投右打。
小柄で野球選手としての描写はあまりないが、紅白戦では二番打者を務めた。
同級生の清作を尊敬しており、自己中心的で周囲への当たりが強かった入学当初の清作にも臆せず接していた。
久澄（くずみ）
桐湘を率いる監督。
温厚でユーモアのある性格だが、内心では常に冷静に状況判断している。

## 登場する球場
- サーティーフォー保土ヶ谷球場
- 横浜薬大スタジアム
- 大和スタジアム
- 平塚球場
- サーティーフォー相模原球場
- 横浜スタジアム

## 書誌情報
- 細川雅巳 『錻力のアーチスト』 秋田書店〈少年チャンピオン・コミックス〉、全14巻
  1. 2014年1月8日発売、ISBN 978-4-253-22286-0
  2. 2014年3月7日発売、ISBN 978-4-253-22287-7
  3. 2014年5月8日発売、ISBN 978-4-253-22288-4
  4. 2019年9月6日発売、ISBN 978-4-253-22289-1
  5. 2019年9月6日発売、ISBN 978-4-253-22290-7
  6. 2014年12月8日発売、ISBN 978-4-253-22291-4
  7. 2015年2月6日発売、ISBN 978-4-253-22292-1
  8. 2015年5月8日発売、ISBN 978-4-253-22293-8
  9. 2019年9月6日発売、ISBN 978-4-253-22294-5
  10. 2015年9月8日発売、ISBN 978-4-253-22295-2
  11. 2019年9月6日発売、ISBN 978-4-253-22621-9
  12. 2019年9月6日発売、ISBN 978-4-253-22622-6
  13. 2016年6月8日発売、ISBN 978-4-253-22623-3
  14. 2016年7月8日発売、ISBN 978-4-253-22624-0